# NGC 5570
NGC 5570 este o galaxie situată în constelația Boarul. A fost descoperită în 23 ianuarie 1784 de către William Herschel.